# Hello (나비의 음반)
Hello는 대한민국의 여자 발라드 가수 나비의 첫 번째 정규 음반이다. 2011년 1월 19일 로엔 엔터테인먼트를 통해 발매되었다. 타이틀곡은 〈잘 된 일이야〉로, 이 곡은 많은 인기를 얻었다.

## 활동 사항
2011년 1월 18일, 나비는 첫 번째 정규 앨범의 티저영상과 재킷 사진을 공개하였고, 1월 19일 앨범 발매 및 앨범의 음원과 타이틀곡 뮤직비디오를 공개하였다. 또, 당일 M.net 《엠카운트다운》에서 타이틀곡 〈잘 된 일이야〉로 컴백 무대를 가졌다. 2번 트랙인 〈잘 된 일이야〉는 이 앨범의 타이틀곡으로 작곡가 이현승과 이기, 작사가 강은경이 참여하였다. 또, 1번 트랙인 〈다시 돌아가〉와 3번 트랙 〈놀라워라〉는 나비의 자작곡이며, 이중 〈다시 돌아가〉는 비스트의 멤버 용준형이 랩 메이킹과 피처링에 참여하였다.

### 성과
나비는 이번 음반으로 더 많은 관심을 받게 되었고, 더불어 타이틀곡〈잘 된 일이야〉는 여러 온라인 음원차트와 공중파 가요차트에서 상위권에 진입하는 등 좋은 성과를 이루었다.
타이틀곡 〈잘 된 일이야〉는 가온 디지털 종합 주간 차트 2월 둘째주 차트에서 8위를 차지하였고, 멜론 주간차트 2월 첫째주 차트에서 4위를 기록하였다.
M.net 《엠카운트다운》에서는 2월 첫째주에서 11위를 차지하였고, KBS 《뮤직뱅크》 K차트에서는 2월 셋째주에서 6위를 차지했고, SBS 《인기가요》에서는 2월 첫째주와 셋째주, 넷째주까지 3번 Take 7에 선정되었다.

## 수록곡
| #   | 제목                                      | 작사   | 작곡           | 편곡           | 재생 시간 |
| --- | ----------------------------------------- | ------ | -------------- | -------------- | --------- |
| 1.  | 〈다시 돌아가〉 (Feat. 용준형 of 비스트)  | 나비   | 나비           | 배영호         | 4:31      |
| 2.  | 〈잘 된 일이야〉                          | 강은경 | 이현승, 이기   | 이기, 장원규   | 3:53      |
| 3.  | 〈놀라워라〉                              | 나비   | 나비           | 이현승, 이기   | 3:58      |
| 4.  | 〈오늘도 난〉                             | 최규성 | 블랙아이드필승 | 최규성         | 4:22      |
| 5.  | 〈마음이 다쳐서〉 (Feat. Crown J)         | 오성훈 | 오성훈         | 오성훈         | 3:20      |
| 6.  | 〈끝까지 들어〉                           | 나비   | 이상호         | 이상호         | 3:42      |
| 7.  | 〈우리 정말 사랑했어요〉 (Feat. K.Will)   | 조은희 | 신인수         | 서의성         | 4:16      |
| 8.  | 〈I Love You〉                            | 박시진 | 이현승         | 이현승, 홍준호 | 3:44      |
| 9.  | 〈길에서〉                                | 나비   | 이현승         | 이현승         | 4:11      |
| 10. | 〈눈물도 아까워〉 (Feat. 현아 of 4Minute) | 강은경 | 조영수         | 조영수         | 3:19      |
| 11. | 〈잘 된 일이야〉 (Inst.)                  |        |                |                | 3:53      |
| 12. | 〈놀라워라〉 (Inst.)                      |        |                |                | 3:57      |

## 차트

### 주간 차트
| 최고 순위 (2011)     | 잘 된 일이야 |
| -------------------- | ------------ |
| 가온 디지털 차트     | 8            |
| 가온 스트리밍 차트   | 11           |
| 가온 다운로드 차트   | 9            |
| 가온 BGM 차트        | 6            |
| 가온 벨소리 차트     | 8            |
| 가온 통화연결음 차트 | 7            |
| 엠넷 차트            | 4            |